# Acanthurus fowleri
Acanthurus fowleri là một loài cá biển thuộc chi Acanthurus trong họ Cá đuôi gai. Loài cá này được mô tả lần đầu tiên vào năm 1951.

## Từ nguyên
Danh pháp của loài cá này, fowleri, được đặt theo tên của nhà động vật học người Mỹ Henry Weed Fowler.

## Phạm vi phân bố và môi trường sống
A. fowleri có phạm vi phân bố giới hạn ở Tây Thái Bình Dương. Từ đảo Sumatra (Indonesia) và phía tây nam bán đảo Mã Lai, loài cá này được tìm thấy ở hầu hết vùng biển xung quanh các đảo quốc thuộc quần đảo Mã Lai (trừ khu vực Biển Đông trải dài đến biển Java), trải dài đến quần đảo Solomon ở phía đông, cũng bao gồm rạn san hô Scott và quần đảo Ashmore ngoài khơi Tây Úc.
A. fowleri sống gần các rạn san hô viền bờ ở độ sâu đến ít nhất là 50 m, thường được quan sát ở độ sâu hơn 20 m.

## Mô tả
Chiều dài cơ thể tối đa được ghi nhận ở A. fowleri là 45 cm. Loài cá này có một mảnh xương nhọn màu đen chĩa ra ở mỗi bên cuống đuôi tạo thành ngạnh sắc, là đặc điểm của họ Cá đuôi gai. Ngạnh này được bao quanh bởi một vệt màu nâu rất sẫm; vùng xung quanh ngạnh này có màu nâu cam.
Cơ thể của A. fowleri có màu nâu xám, hơi ánh màu xanh lam nhạt với những đường sọc mờ ở hai bên thân. Đầu có màu xanh tím. Sau nắp mang có một vệt sọc cong hình bán nguyệt (gần như có hình tam giác) màu xanh lam sẫm nằm trên gốc vây ngực. Cuống đuôi có dải màu trắng bao quanh. Vây đuôi lõm sâu, hình cánh nhạn, màu nâu sẫm; thùy đuôi có màu vàng nhạt; rìa sau có màu xanh ánh kim. Vây lưng có dải màu vàng cam với một đường sọc màu xanh lam ở gốc. Vây hậu môn sẫm nâu. Cả hai vây này đều có viền màu xanh ánh kim ở rìa. Vây ngực trong mờ, có màu vàng tươi.
Số gai ở vây lưng: 9; Số tia vây ở vây lưng: 26 - 28; Số gai ở vây hậu môn: 3; Số tia vây ở vây hậu môn: 25 - 26.

## Sinh thái
A. fowleri thường ăn tảo bám trên bọt biển. Chúng sống đơn độc và có tính cảnh giác.

## Đánh bắt
A. fowleri là một loài hải sản được đánh bắt ở nhiều nơi trong phạm vi của chúng. Đây là loài cá thực phẩm được nhắm mục tiêu ở New Ireland và đảo Manus, Papua New Guinea.
A. fowleri cũng được xem là một loài cá cảnh. Giá bán trực tuyến của loài cá này dao động trong khoảng từ 219,99 đến 699,95 USD tùy thuộc vào kích thước.